# Ronde van Italië 1980
| Eindklassement      |                          |              |
| Algemeen klassement | Bernard Hinault          | 112h 08' 20" |
| Tweede              | Wladimiro Panizza        | + 5' 43"     |
| Derde               | Giovanni Battaglin       | + 6' 03"     |
| Vierde              | Tommy Prim               | + 7' 53"     |
| Vijfde              | Gianbattista Baronchelli | + 11' 49"    |
| Zesde               | Mario Beccia             | + 12' 47"    |
| Zevende             | Giuseppe Saronni         | + 12' 53"    |
| Achtste             | Josef Fuchs              | + 20' 25"    |
| Negende             | Roberto Visentini        | + 20' 37"    |
| Tiende              | Leonardo Natale          | + 21' 30"    |
| (Bel)               | Ronny De Witte (21e)     | + 54' 30"    |
| (Ned)               | Roy Schuiten (81e)       | + 2h 56' 21" |
| Rode Lantaarn       | Giuliano Cazzolato (89e) | + 3h 44' 07" |
| Puntenklassement    | Giuseppe Saronni         | 301 punten   |
| Tweede              | Giovanni Mantovani       | 215 punten   |
| Derde               | Tommy Prim               | 179 punten   |
| Bergklassement      | Claudio Bortolotto       | 670 punten   |
| Tweede              | Wladimiro Panizza        | 400 punten   |
| Derde               | Bernard Hinault          | 350 punten   |
| Jongerenklassement  | Tommy Prim (4e)          | 112h 16' 13" |
| Tweede              | Roberto Visentini (9e)   | + 12' 44"    |
| Derde               | Leonardo Natale (10e)    | + 13' 37"    |
| Ploegenklassement   | Bianchi                  | 336h 28' 31" |
| Tweede              | Gis                      | -            |
| Derde               | Inoxpran                 | -            |

In 1980 ging de 63e Giro d'Italia op 15 mei van start in Genua. Hij eindigde op 7 juni in Milaan. Er stonden 130 renners verdeeld over 13 ploegen aan de start. Hij werd gewonnen door Bernard Hinault.
Aantal ritten: 22

Totale afstand: 4025.5 km

Gemiddelde snelheid: 35.897 km/h

Aantal deelnemers: 130

## Belgische en Nederlandse prestaties
In totaal namen er 7 Belgen en 5 Nederlanders deel aan de Giro van 1980.

### Belgische etappezeges
- In 1980 was er geen Belgische etappezege.

### Nederlandse etappezeges
- In 1980 was er geen Nederlandse etappezege.

## Etappe uitslagen
| Datum                  | Etappe    | Parcours                            | Afstand | Eerste                         | Tweede                         | Derde                     | Klassementsleider       |
| ---------------------- | --------- | ----------------------------------- | ------- | ------------------------------ | ------------------------------ | ------------------------- | ----------------------- |
| 15 mei                 | proloog   | Genua                               | 7.5 km  | Francesco Moser (Ita)          | Knut Knudsen (Noo)             | Bernard Hinault (Fra)     | Francesco Moser (Ita)   |
| 16 mei                 | etappe 1  | Genua - Imperia                     | 123 km  | Giuseppe Saronni (Ita)         | Giuseppe Martinelli (Ita)      | Giovanni Mantovani (Ita)  | Francesco Moser (Ita)   |
| 17 mei                 | etappe 2  | Imperia - Turijn                    | 179 km  | Giuseppe Saronni (Ita)         | Leonardo Mazzantini (Ita)      | Eddy Vanhaerens (Bel)     | Francesco Moser (Ita)   |
| 18 mei                 | etappe 3  | Turijn - Parma                      | 243 km  | Giuseppe Saronni (Ita)         | Giovanni Mantovani (Ita)       | Eddy Vanhaerens (Bel)     | Francesco Moser (Ita)   |
| 19 mei                 | etappe 4  | Parma - Marina di Pisa              | 193 km  | Dante Morandi (Ita)            | Giuseppe Martinelli (Ita)      | Eddy Vanhaerens (Bel)     | Francesco Moser (Ita)   |
| 20 mei                 | etappe 5  | Pontedera - Pisa (tijdrit)          | 36 km   | Jørgen Marcussen (Den)         | Bernard Hinault (Fra)          | Knut Knudsen (Noo)        | Bernard Hinault (Fra)   |
| 21 mei was een rustdag |           |                                     |         |                                |                                |                           |                         |
| 22 mei                 | etappe 6  | Portoferraio - Portoferraio         | 126 km  | Carmelo Barone (Ita)           | Gianbattista Baronchelli (Ita) | Bernt Johansson (Zwe)     | Bernard Hinault (Fra)   |
| 23 mei                 | etappe 7  | Castiglione della Pescaia - Orvieto | 199 km  | Silvano Contini (Ita)          | Juan Fernández (Spa)           | Faustino Rupérez (Spa)    | Roberto Visentini (Ita) |
| 24 mei                 | etappe 8  | Orvieto - Fiuggi                    | 216 km  | Juan Fernández (Spa)           | Giovanni Mantovani (Ita)       | Pierino Gavazzi (Ita)     | Roberto Visentini (Ita) |
| 25 mei                 | etappe 9  | Fiuggi - Sorrento                   | 247 km  | Giovanni Mantovani (Ita)       | Pierino Gavazzi (Ita)          | Fiorenzo Favero (Ita)     | Roberto Visentini (Ita) |
| 26 mei                 | etappe 10 | Sorrento - Palinuro                 | 177 km  | Giovanni Mantovani (Ita)       | Wladimiro Panizza (Ita)        | Palmiro Masciarelli (Ita) | Roberto Visentini (Ita) |
| 27 mei                 | etappe 11 | Palinuro - Campotenese              | 145 km  | Gianbattista Baronchelli (Ita) | Bernt Johansson (Zwe)          | Wladimiro Panizza (Ita)   | Roberto Visentini (Ita) |
| 28 mei                 | etappe 12 | Villapiana Lido - Lecce             | 203 km  | Yvon Bertin (Fra)              | Francesco Moser (Ita)          | Giovanni Mantovani (Ita)  | Roberto Visentini (Ita) |
| 29 mei                 | etappe 13 | Lecce - Barletta                    | 220 km  | Giuseppe Saronni (Ita)         | Yvon Bertin (Fra)              | Giuseppe Martinelli (Ita) | Roberto Visentini (Ita) |
| 30 mei                 | etappe 14 | Foggia - Roccaraso                  | 186 km  | Bernard Hinault (Fra)          | Wladimiro Panizza (Ita)        | Giuseppe Saronni (Ita)    | Wladimiro Panizza (Ita) |
| 31 mei                 | etappe 15 | Roccaraso - Teramo                  | 194 km  | Tommy Prim (Zwe)               | Juan Fernández (Spa)           | Giovanni Mantovani (Ita)  | Wladimiro Panizza (Ita) |
| 1 juni                 | etappe 16 | Giulianova - Gatteo a Mare          | 229 km  | Giuseppe Martinelli (Ita)      | Giuseppe Saronni (Ita)         | Pierino Gavazzi (Ita)     | Wladimiro Panizza (Ita) |
| 2 juni                 | etappe 17 | Gatteo a Mare - Sirmione            | 237 km  | Giuseppe Saronni (Ita)         | Yvon Bertin (Fra)              | Pierino Gavazzi (Ita)     | Wladimiro Panizza (Ita) |
| 3 juni                 | etappe 18 | Sirmione - Pecol                    | 239 km  | Giovanni Battaglin (Ita)       | Wladimiro Panizza (Ita)        | Tommy Prim (Zwe)          | Wladimiro Panizza (Ita) |
| 4 juni                 | etappe 19 | Longarone - Cles                    | 241 km  | Giuseppe Saronni (Ita)         | Bernard Hinault (Fra)          | Wladimiro Panizza (Ita)   | Wladimiro Panizza (Ita) |
| 5 juni                 | etappe 20 | Cles - Sondrio                      | 221 km  | Jean-René Bernaudeau (Fra)     | Bernard Hinault (Fra)          | Knut Knudsen (Noo)        | Bernard Hinault (Fra)   |
| 6 juni                 | etappe 21 | Saronno - Turbigo (tijdrit)         | 50 km   | Giuseppe Saronni (Ita)         | Gregor Braun (BRD)             | Giuseppe Martinelli (Ita) | Bernard Hinault (Fra)   |
| 7 juni                 | etappe 22 | Milaan - Milaan                     | 114 km  | Pierino Gavazzi (Ita)          | Tommy Prim (Zwe)               | Giuseppe Martinelli (Ita) | Bernard Hinault (Fra)   |

 winnaars · 
roze trui · 
  puntenklassement · 
  bergklassement · 
 jongerenklassement · 
 intergiro · 
 ploegenklassement · 
 strijdlust · 
 zwarte trui
Giro d'Italia Next Gen · Giro Donne · Cima Coppi
 Belgische rozetruidragers · etappewinnaars
 Nederlandse rozetruidragers · etappewinnaars
Mannen:
1909 · 
1910 · 
1911 · 
1912 · 
1913 · 
1914 · 
1919 · 
1920 · 
1921 · 
1922 · 
1923 · 
1924 · 
1925 · 
1926 · 
1927 · 
1928 · 
1929 · 
1930 · 
1931 · 
1932 · 
1933 · 
1934 · 
1935 · 
1936 · 
1937 · 
1938 · 
1939 · 
1940 · 
1946 · 
1947 · 
1948 · 
1949 · 
1950 · 
1951 · 
1952 · 
1953 · 
1954 · 
1955 · 
1956 · 
1957 · 
1958 · 
1959 · 
1960 · 
1961 · 
1962 · 
1963 · 
1964 · 
1965 · 
1966 · 
1967 · 
1968 · 
1969 · 
1970 · 
1971 · 
1972 · 
1973 · 
1974 · 
1975 · 
1976 · 
1977 · 
1978 · 
1979 · 
1980 · 
1981 · 
1982 · 
1983 · 
1984 · 
1985 · 
1986 · 
1987 · 
1988 · 
1989 · 
1990 · 
1991 · 
1992 · 
1993 · 
1994 · 
1995 · 
1996 · 
1997 · 
1998 · 
1999 · 
2000 · 
2001 · 
2002 · 
2003 · 
2004 · 
2005 · 
2006 · 
2007 · 
2008 · 
2009 · 
2010 · 
2011 · 
2012 · 
2013 · 
2014 · 
2015 · 
2016 · 
2017 · 
2018 · 
2019 · 
2020 · 
2021 · 
2022 · 
2023 · 
2024 · 
2025
Vrouwen:
1988 · 
1989 · 
1990 · 
1991 ·
1992 ·
1993 · 
1994 · 
1995 · 
1996 · 
1997 · 
1998 · 
1999 · 
2000 · 
2001 · 
2002 · 
2003 · 
2004 · 
2005 · 
2006 · 
2007 · 
2008 · 
2009 · 
2010 · 
2011 · 
2012 ·
2013 · 
2014 ·
2015 ·
2016 ·
2017 ·
2018 ·
2019 ·
2020 ·
2021 ·
2022 ·
2023 ·
2024 ·
2025